# Wyoming (Minnesota)
Wyoming – miasto w Stanach Zjednoczonych, w stanie Minnesota, w hrabstwie Chisago.